# Costruzioni Meccaniche Aeronautiche
La société Costruzioni Meccaniche Aeronautiche Società Anonima, plus connue sous son acronyme CMASA est un ancien constructeur italien d'avions dont le siège était implanté à Gênes, mais avec son usine située à Marina di Pisa près de Pise.

## Histoire
En 1906 la société en nom collectif Cantiere Navale G. Gallinari - Chantier naval G. Gallinari, est créée à Livourne, grand port italien de la côte tyrrhénienne. La société Gallinari s'était spécialisée dans la fabrication de bateaux en bois puis, à la suite d'un accord avec la marine royale italienne, de la réparation des navires civils et militaires. À la fin de la Première Guerre mondiale, le développement de l'aviation lié à l'évolution des conflits armés, la société se transforma à la suite d'une perspective de diversification industrielle. La demande croissante d'avions donna raison à la société Gallinari de se diversifier dans ce domaine et notamment dans la construction d'hydravions. La décision fut prise de construire une nouvelle usine qui devint opérationnelle en 1917 à Marina di Pisa, un site très judicieusement choisi pour sa situation géographique, sur l'embouchure de l'Arno.
En 1921 la section aviation de la société devient indépendante sous la raison sociale Società Anonima Italiana di Costruzioni Meccaniche, avec son siège à Pise et prendra sa dénomination définitive en 1925 Costruzioni Meccaniche Aeronautiche Società Anonima - CMASA, avec son siège social à Gênes.
C'est à cette époque que la société allemande Dornier-Metallbauten GmbH chargea CMASA de fabriquer son hydravion Dornier Do J Wall pour contourner l'embargo imposé à l'Empire allemand par le Traité de Versailles de 1919 à la suite de sa défaite lors de la Première Guerre mondiale. Ce sera le premier hydravion entièrement métallique produit en Italie et un des tout premiers au monde.
En 1934, la Società Italiana Aviazione, filiale de Fiat Aviazione, racheta l'entreprise. Pour satisfaire les commandes de l'aviation royale italienne, un doublement de l'usine de Marina di Pisa fut opéré et la société atteignit sa capacité maximale de production lors de la Seconde Guerre mondiale. En complément de ses productions d'hydravions, elle s'engagea dans la fabrication d'avions militaires comme les Fiat G.8, Fiat G.50 et le Fiat G.55 Centauro. C'est durant cette période que l'avion Fiat RS.14 sera également appelé Fiat CMASA RS.14, un hydravion étudié selon un cahier des charges de l'aviation royale italienne pour des opérations de reconnaissance maritime rapide.
Lourdement bombardées durant la guerre, les usines de Marina di Pisa furent reconverties pour des productions civiles jusqu'en 1953, lorsque le groupe Fiat décida d'utiliser le site pour la production de composants automobiles et transformera la raison sociale de la société en Fiat-Sezione Officine di Marina di Pisa.
En 1974, la société sera intégrée dans le groupe Whitehead-Motofides S.p.A. de Livourne, une filiale du groupe Fiat SpA, spécialisée dans les composants automobiles puis, en 1979, sera intégrée dans le groupe Gilardini S.p.A., la holding composants du groupe Fiat.
Le site sera définitivement abandonné en 1986 quand Fiat décida de regrouper toutes ses activités de production marine sur son site de Livourne.
Le 9 octobre 2007, l'histoire de la société et de son site de Marina di Pisa se termine avec les travaux de destruction des bâtiments industriels pour une reconversion de la zone.